# Josh Koscheck
Josh D. Koscheck (Waynesburg, 30 de novembro de 1977) é um lutador de MMA americano, e um antigo campeão de wrestling no colegial, e atualmente está lutando na categoria dos Meio-Médios do Bellator MMA. Ele fez sua estréia no MMA participando  da  primeira temporada do reality show, The Ultimate Fighter. Koscheck é muitas vezes classificado entre os dez melhores meio-médios do mundo pelas principais publicações de MMA. Ele também foi treinador no TUF 12.
Após vencer Paul Daley por decisão unânime ele ganhou a chance de ser treinador no TUF e após a temporada lutar pelo cinturão no UFC 124.

## Biografia
Josh Koscheck tem sua base no wrestling,  que ele começou a treinar quando estava no colegial,
ele frenquentou a Edinboro University of Pennsylvania. Durante sua temporada junior Koscheck venceu todas as suas 42 lutas de wrestling e se tornou o campeão NCAA Divisão I, campeão na categoria até 78 kg.
Além de ser campeão  NCAA Division I All-American quatro vezes, ele ganhou duas vezes o prêmio Eastern Wrestling League.

## Carreira no MMA
Josh Koscheck apareceu na primeira temporada do The Ultimate Fighter na categoria dos médios.
Ele derrotou Chris Leben por decisão unânime para avançar as semifinais, onde foi derrotado por
Diego Sanchez por decisão dividída.
Koscheck teve sua primeira luta oficial pelo UFC em 9 de abril de 2005 no The Ultimate Finale, onde derrotou
Chris Sanford por nocaute no primeiro round. Koscheck venceu o veterano Pete Spratt no Ultimate Fight Night
onde fez sua estréia na categoria meio médio. Após experimentar sua primeira derrota para Drew Fickett por finalização
mata-leão, Josh acumulou quatro vitórias consecutivas. Ele venceu o Russo Ansar Chalangov por finalização mata-leão,
o canadense Dave Menne por decisão unânime, Jonathan Goulet por nocaute técnico e Jeff Joslin por decisão unânime.
Koscheck foi então escalado para enfrentar Diego Sanchez em 07 de abril de 2007 no UFC 69.
Este foi o segundo encontro entre os dois lutadores, a primeira luta não conta para o registro oficial pois
é considerada uma exibição para a gravação do reality show The Ultimate Fighter
este confronto resultou em uma vitória por decisão dividida para Sanchez.
No momento da pesagem para o evento, Sanchez empurrou Koscheck durante a tradicional
encarada pós-pesagem. Apesar de Sanchez continuar a gritando com Koscheck,nenhum conflito se seguiu.
Koscheck derrotou Sanchez na decisão unânime dos juizes por (30-27, 30-27, 30-27).
No UFC 74 Koscheck foi derrotado pelo canadense Georges St-Pierre
por decisão unânime (30-27, 29-28, 29-28).
Josh fez o seu regresso no UFC 82, onde derrotou Dustin Hazelett por TKO aos 1:24 do segundo round Com uma boa sequencia de chutes e socos.
Ele ganhou sua próxima luta, contra Chris Lytle no UFC 86, vencendo por decisão unânime aonde inpós um forte ground and pound contra Lytle.
Com apenas duas semanas de antecedência Koscheck aceitou substituir Diego Sanchez que devido a uma lesão não poderia enfrentar o brasileiro Thiago Alves no no UFC 90. Koscheck perdeu a luta por decisão unânime. Alves acertou chutes poderosos e conseguiu derrubar Koscheck mais de uma vez durante a luta.
Em 10 de dezembro de 2008, Koscheck lutou contra Yoshiyuki Yoshida, fazendo a luta principal do UFC: Fight for the Troops
e venceu por nocaute no primeiro round. Koscheck acertou dois socos devastadores em Yoshida.
O lutador japonês permaneceu inconsciente enquanto era atendido por médicos da comissão e foi removido do Octogono em uma maca, como medida de precaução, mais tarde ele foi tratado e liberado de um hospital local. Koscheck recebeu bônus de US $ 60.000 do UFC por nocaute da noite.

## Tuf 12 e revanche contra Georges St. Pierre.
No UFC 113 Koscheck enfrentou Paul Daley em luta eliminatória para a disputa de cinturão, e ainda a chance de protagonizar a 12º edição do reality show The Ultimate Fighter. Dalley partiu para a trocação logo no inicio da luta
mas acabou sofrendo com o wrestling de Koscheck, e sendo exposto a várias quedas. Koscheck dominou todo o primeiro round
e ainda foi atingido por uma joelhada ilegal de Daley mas seguiu com o combate. Koscheck manteve sua estratégia e evitou
a trocação contra Daley famoso por seu histórico no muay thai. Koscheck dominou toda a luta, e ao fim do combate Daley demonstrou
irritação por ter sido dominado e desferiu um soco em koscheck quando o combate já havia sido encerrado. Koscheck venceu por decisão
unânime e se tornou desafiante nº 1 ao cinturão dos meio médios além de se tornar técnico no TUF 12.
Após o combate o presidente do UFC Dana White declarou que Daley nunca mais iria lutar pelo UFC.
"Ele nunca vai voltar, eu não me importo se ele é o melhor meio-médio do mundo. Ele nunca mais vai voltar aqui, não há desculpa para isso, você nunca bate em um cara depois que o sino toca" declarou o presidente do UFC.
Koscheck foi técnico do time Koscheck no reality The Ultimate Fighter 12, enquanto St. Pierre foi
técnico do time GSP. O reality foi marcado pelo desafeto entre os dois treinadores e as provocações constantes de Koscheck.
O TUF 12 teve sua final exibida em 04 de dezembro de 2010 com o evento principal entre Michael Johnson e Jonathan Brookins da equipe de Georges St-Pierre.
Koscheck enfrentou St.Pierre em 11 de dezembro de 2010 no UFC 124 em luta válida pelo cinturão dos meio médios luta realizada em Montreal no Canadá. St.Pierre contou com o apoio de 23 mil torcedores para vencer o desafeto e manter o cinturão.
GSP começou a luta mostrando todo seu repertório de golpes, acertando bons jabs e conseguindo uma queda, Koscheck só foi reagir
no final do primeiro round. O segundo round foi menos movimentado e mais equilibrado, o terceiro e quarto round foi bem parecido com os dois primeiros, luta em pé com amplo domínio do canadense. O olho direito de Koscheck começou a fechar o médico foi acionado mas a luta seguiu. St. Pierre apenas administrou o round final para confirmar a vitória por decisão unânime e manter
o cinturão dos meio médio.

## Reabilitação no UFC
Koscheck enfretou o veterano e ex- campeão do UFC Matt Hughes no UFC 135, onde ele venceu Hughes por nocaute
aos 4:59 do primeiro round e recebeu o prêmio de nocaute da noite.
Koscheck era esperado para enfrentar Carlos Condit em 04 de fevereiro de 2012, no UFC 143. No entanto, em 07 de dezembro de 2011, foi revelado que Georges St-Pierre havia sofrido lesão do LCA no joelho esquerdo e a lesão iria afasta-lo por cerca de dez meses, impedindo que ele enfretasse o desafeto Nick Diaz. o UFC anunciou que Diaz enfretaria Condit no UFC 143 e o vencedor se tornaria campeão interino dos meio médios. Dessa forma Mike Pierce foi escolhido como novo oponente de Koscheck no UFC 143, luta que Koscheck venceu por decisão divida.

## Decadência no UFC
No co-evento principal do UFC on Fox 3, Josh Koscheck e Johny Hendricks fizeram uma luta extremamente equilibrada, decidida nos mínimos detalhes. Melhor no segundo round e pouca coisa superior no período final, Hendricks acabou ficando com a vitória em decisão divida dos jurados (29 a 28, 28 a 29 e 29 a 28). - Esse cara é difícil. Bati nele com tudo, mas tiro o chapéu para ele. Tenho a mão pesada, mas sabia que seria complicado. Quero agora levar o cinturão para casa - afirmou Hendricks
No UFC 157 que Koscheck teve nova derrota. Koscheck foi nocauteado ainda no primeiro round pelo futuro campeão Robbie Lawler. Koscheck liderava as casas de aposta.
Kosheck enfrentou Tyron Woodley no UFC 167, evento que comemorou os 20 anos do UFC. Ele perdeu por nocaute ainda no primeiro round.
Ele era esperado para enfrentar Neil Magny em 28 de Fevereiro de 2015 no UFC 184. No entanto, o UFC mudou de ideia e resolveu colocar Jake Ellenberger para enfrentar Koscheck. Ele foi derrotado por finalização no segundo round.
Uma semana após sua última luta, o UFC o colocou para enfrentar Erick Silva em 21 de Março de 2015 no UFC Fight Night: Maia vs. LaFlare, substituindo Ben Saunders.

## Bellator MMA
Em  26 de Junho de 2015 foi anunciado que Koscheck assinou um contrato de vários anos com o Bellator MMA

## Cartel no MMA
| Cartel no MMA   |             |             |
| 28 lutas        | 17 vitórias | 11 derrotas |
| Por nocaute     | 5           | 4           |
| Por finalização | 5           | 3           |
| Por decisão     | 7           | 4           |

| Res.    | Cartel | Oponente           | Método                                    | Evento                             | Data       | Round | Tempo | Local                       | Notas                                                     |
| ------- | ------ | ------------------ | ----------------------------------------- | ---------------------------------- | ---------- | ----- | ----- | --------------------------- | --------------------------------------------------------- |
| Derrota | 17-11  | Mauricio Alonso    | Nocaute Técnico (socos)                   | Bellator 172                       | 18/02/2017 | 1     | 4:42  | San Jose, California        | Estreia no Bellator.                                      |
| Derrota | 17-10  | Erick Silva        | Finalização (guilhotina)                  | UFC Fight Night: Maia vs. LaFlare  | 21/03/2015 | 1     | 4:21  | Rio de Janeiro              |                                                           |
| Derrota | 17-9   | Jake Ellenberger   | Finalização (estrangulamento norte/sul)   | UFC 184: Rousey vs. Zingano        | 28/02/2015 | 2     | 4:20  | Los Angeles, California     |                                                           |
| Derrota | 17-8   | Tyron Woodley      | Nocaute (socos)                           | UFC 167: St. Pierre vs. Hendricks  | 16/11/2013 | 1     | 4:38  | Las Vegas, Nevada           |                                                           |
| Derrota | 17-7   | Robbie Lawler      | Nocaute Técnico (socos)                   | UFC 157: Rousey vs. Carmouche      | 23/02/2013 | 1     | 3:57  | Anaheim, California         |                                                           |
| Derrota | 17-6   | Johny Hendricks    | Decisão (dividida)                        | UFC on Fox: Diaz vs. Miller        | 05/05/2012 | 5     | 5:00  | East Rutherford, New Jersey |                                                           |
| Vitória | 17-5   | Mike Pierce        | Decisão (dividida)                        | UFC 143: Diaz vs. Condit           | 04/02/2012 | 5     | 5:00  | Las Vegas, Nevada           |                                                           |
| Vitória | 16-5   | Matt Hughes        | Nocaute (socos)                           | UFC 135: Jones vs. Rampage         | 24/09/2011 | 1     | 4:59  | Denver, Colorado            | Nocaute da Noite                                          |
| Derrota | 15-5   | Georges St. Pierre | Decisão (unânime)                         | UFC 124: St-Pierre vs. Koscheck II | 11/12/2010 | 5     | 5:00  | Montreal, Quebec            | Pelo Cinturão Meio Médio do UFC; Luta da Noite.           |
| Vitória | 15-4   | Paul Daley         | Decisão (unânime)                         | UFC 113: Machida vs. Shogun II     | 08/05/2010 | 5     | 5:00  | Montreal, Quebec            | Luta eliminatória pela disputa do Título dos Meio Médios. |
| Vitória | 14-4   | Anthony Johnson    | Finalização (mata leão)                   | UFC 106: Ortiz vs. Griffin II      | 21/11/2009 | 2     | 4:47  | Las Vegas, Nevada           | Finalização da Noite                                      |
| Vitória | 13-4   | Frank Trigg        | Nocaute Técnico (socos)                   | UFC 103: Franklin vs. Belfort      | 19/09/2009 | 1     | 1:25  | Dallas, Texas               |                                                           |
| Derrota | 12-4   | Paulo Thiago       | Nocaute (soco)                            | UFC 95: Sanchez vs. Stevenson      | 21/02/2009 | 1     | 2:25  | Londres                     |                                                           |
| Vitória | 12-3   | Yoshiyuki Yoshida  | Nocaute (socos)                           | UFC: Fight for the Troops          | 10/12/2008 | 1     | 1:25  | Dallas, Texas               | Nocaute da Noite                                          |
| Derrota | 11-3   | Thiago Alves       | Decisão (unânime)                         | UFC 90: Silva vs Côté              | 25/10/2008 | 3     | 5:00  | Rosemont, Illinois          |                                                           |
| Vitória | 11-2   | Chris Lytle        | Decisão (unânime)                         | UFC 86: Jackson vs. Griffin        | 25/06/2008 | 3     | 5:00  | Las Vegas, Nevada           |                                                           |
| Vitória | 10-2   | Dustin Hazelett    | Nocaute Técnico (chute na cabeça e socos) | UFC 82: Pride of a Champion        | 01/03/2008 | 2     | 1:24  | Columbus, Ohio              |                                                           |
| Derrota | 9-2    | Georges St. Pierre | Decisão (unânime)                         | UFC 74: Respect                    | 25/08/2007 | 3     | 5:00  | Las Vegas, Nevada           |                                                           |
| Vitória | 9-1    | Diego Sanchez      | Decisão (unânime)                         | UFC 69: Shootout                   | 07/04/2007 | 3     | 5:00  | Houston, Texas              |                                                           |
| Vitória | 8-1    | Jeff Joslin        | Decisão (unânime)                         | UFC Fight Night: Sanchez vs. Riggs | 13/12/2006 | 3     | 5:00  | San Diego, California       |                                                           |
| Vitória | 7-1    | Jonathan Goulet    | Nocaute (socos)                           | UFC Fight Night 6                  | 17/08/2006 | 1     | 4:10  | Las Vegas, Nevada           |                                                           |
| Vitória | 6-1    | Dave Menne         | Decisão (decisão unânime)                 | UFC Fight Night 5                  | 28/06/2006 | 3     | 5:00  | Las Vegas, Nevada           |                                                           |
| Vitória | 5-1    | Ansar Chalangov    | Finalização (mata leão)                   | UFC Fight Night 4                  | 06/04/2006 | 1     | 3:29  | Las Vegas, Nevada           |                                                           |
| Derrota | 4-1    | Drew Fickett       | Finalização (mata leão)                   | UFC Fight Night 2                  | 03/10/2005 | 1     | 4:38  | Las Vegas, Nevada           |                                                           |
| Vitória | 4-0    | Pete Spratt        | Finalização (mata leão)                   | UFC Fight Night                    | 06/08/2005 | 1     | 1:53  | Las Vegas, Nevada           |                                                           |
| Vitória | 3-0    | Chris Sanford      | Nocaute (socos)                           | The Ultimate Fighter 1 Finale      | 09/04/2005 | 1     | 4:21  | Las Vegas, Nevada           | Estréia no UFC.                                           |
| Vitória | 2-0    | Luke Cummo         | Decisão(unânime)                          | Ring of Combat 6                   | 24/04/2004 | 3     | 5:00  | Elizabeth, New Jersey       |                                                           |
| Vitória | 1-0    | Cruz Chacon        | Finalização (neck crank)                  | King of the Rockies                | 03/01/2004 | 3     | 2:57  | Fort Collins, Colorado      |                                                           |